# Shimakaze (tàu khu trục Nhật) (1920)
Shimakaze (tiếng Nhật: 島風) là một tàu khu trục thuộc lớp Minekaze được chế tạo cho Hải quân Đế quốc Nhật Bản ngay sau khi kết thúc Chiến tranh Thế giới thứ nhất. Chúng là những tàu khu trục hàng đầu của Hải quân Nhật trong những năm 1930, nhưng đã bị xem là lạc hậu vào lúc nổ ra Chiến tranh Thái Bình Dương, Shimakaze được xếp lại lớp như một tàu tuần tra vào năm 1940, và chỉ đảm trách vai trò tuần tra và hộ tống cho đến khi bị tàu ngầm Mỹ USS Guardfish đánh chìm gần Kavieng, New Ireland vào ngày 12 tháng 1 năm 1943.

## Thiết kế và chế tạo
Việc chế tạo lớp tàu khu trục kích thước lớn Minekaze được chấp thuận như một phần trong Chương trình Hạm đội 8-4 của Hải quân Đế quốc Nhật Bản trong giai đoạn năm tài chính 1917-1920, kèm theo lớp Momi cỡ trung vốn chia sẻ nhiều đặc tính thiết kế chung. Được trang bị động cơ mạnh mẽ, những con tàu này có tốc độ cao và được dự định hoạt động như những tàu hộ tống cho những chiếc tàu chiến-tuần dương thuộc lớp Amagi mà cuối cùng đã không được chế tạo.
Shimakaze, chiếc thứ tư của lớp tàu này, được chế tạo tại Xưởng hải quân Maizuru. Nó được đặt lườn vào ngày 5 tháng 9 năm 1919; được hạ thủy vào ngày 31 tháng 3 năm 1920; và được đưa ra hoạt động vào ngày 15 tháng 11 năm 1920. Không nên nhầm lẫn nó với tàu khu trục thử nghiệm Shimakaze vào những năm 1940. Trong khi chạy thử máy vào lúc được đưa vào hoạt động, Shimakaze được ghi nhận đã đạt đến tốc độ tối đa 75,37 km/h (40,698 knot), đặt một kỷ lục mới cho các tàu khu trục Nhật Bản vào thời đó.

## Lịch sử hoạt động
Sau khi hoàn tất, Shimakaze được phân về Quân khu Hải quân Yokosuka để hình thành nên Hải đội Khu trục 3 trực thuộc Hạm đội 2 Hải quân Đế quốc Nhật Bản. Vào ngày 11 tháng 10 năm 1928, tại eo biển Uraga, trong một cuộc cơ động huấn luyện ban đêm, Shimakaze đã va chạm với tàu khu trục Yūkaze làm hư hại đáng kể bên mạn trái, và buộc phải sửa chữa rộng rãi.
Trong trận Thượng Hải ngày 25 tháng 9 năm 1937, trong khi tham gia các hoạt động chiến đấu trên sông Hoàng Phố, Shimakaze trúng phải hỏa lực của các đơn vị Quân đội Cách mạng Quốc gia của Quốc Dân Đảng, làm bị thương Tư lệnh Hải đội Khu trục 3, Thiếu tá Hải quân Hoàng tử Fushimi Hiroyoshi. Trong những năm 1938-1939, Shimakaze được phân công tuần tra tại khu vực bờ biển Bắc và Trung của Trung Quốc nhằm hỗ trợ cho những nỗ lực của quân Nhật trong cuộc Chiến tranh Trung-Nhật. Đến tháng 12 năm 1938, Hải đội Khu trục 3 được giải thể và Shimakaze được đưa về lực lượng dự bị.

### Như làTàu tuần tra số 1
Vào tháng 4 năm 1940, sau khi được cải biến rộng rãi, Shimakaze quay trở lại hoạt động thường trực như một tàu tuần tra, và được đặt lại tên là Tàu tuần tra số 1 (tiếng Nhật: 第一哨戒艇, Dai-ichi Shokaitei). Các sự cải biến bao gồm giảm bớt số nồi hơi xuống còn hai khiến tốc độ tối đa của nó chỉ còn 37 km/h (20 knot); số lượng hải pháo 120 mm (4,7 inch)/45 caliber Kiểu 3 giảm từ bốn còn hai khẩu, và mọi ống phóng ngư lôi được tháo dỡ. Thay vào đó, nó được bổ sung bốn khẩu đội phòng không 25 mm Kiểu 96 ba nòng cùng 18 mìn sâu. Phía đuôi tàu có thể chở theo hai xuồng đổ bộ Toku Daihatsu, có khả năng cho đổ bộ 250 thủy quân lục chiến.
Sau khi Chiến tranh Thái Bình Dương nổ ra, Tàu tuần tra số 1 được phân công nhiệm vụ tuần tra và hộ tống các đoàn tàu vận tải tại khu vực Philippines, Đông Ấn thuộc Hà Lan và quần đảo Solomon. Vào ngày 12 tháng 1 năm 1943, trong khi đang hộ tống tàu chở dầu hạm đội Akebono tại quần đảo Bismarck, nó bị trúng ngư lôi phóng từ tàu ngầm Mỹ USS Guardfish và bị chìm gần Kavieng thuộc đảo New Ireland ở tọa độ 02°51′N 149°43′Đ / 2,85°N 149,717°Đ.
Tàu tuần tra số 1 được rút khỏi danh sách Đăng bạ Hải quân vào ngày 10 tháng 2 năm 1943.